# Carlos Castellanos Jacquet
Carlos Castellanos Jacquet (1881-1903)  fue un futbolista español que es ampliamente considerado como una de las figuras más importantes en los inicios del fútbol amateur en el País Vasco, habiendo sido la cabeza fundamental detrás de la fundación del Bilbao Football Club en 1900, el primer club en Bilbao, y luego sirviendo como el primer presidente del club entre 1901 y 1903.
Bajo su liderazgo, el Bilbao FC se fusionó con su rival de la ciudad, el Athletic Club, para formar un equipo que se conoció como Club Bizcaya, que ganó la Copa de la Coronación de 1902, el primer torneo nacional jugado en España.

## Primeros años de vida
Castellanos nació en 1881, hijo de padre mexicano, Manuel Herculano de Castellanos Marín (1856–¿?) y de Manuela Carlota Ignacia de Jacquet, madrileña e hija de Carlos Hipólito Jacquet y Saint-Mars, rico banquero parisino de origen francés, que se había establecido como comerciante en Bilbao en 1860. Tenía un hermano menor, Manuel (1883–¿?), mientras que una de sus primas, María Mestayer de Echagüe, conocida como «Maritxu», se convirtió en la primera periodista gastronómica del País Vasco y probablemente de España.
Hijo de una familia acomodada de Bilbao, fue enviado a Gran Bretaña para completar sus estudios, donde desarrolló un profundo interés por el fútbol. Mientras estudiaba en el extranjero, Castellanos solía pasar los verano s en su ciudad natal, y como muchos otros balbainos, él y sus amigos, que también eran jóvenes bilbaínos de clase alta, comenzaron a jugar partidos de fútbol en el Hipódromo de Lamiaco, que por entonces era la sede del fútbol organizado en Vizcaya.
Se dice que Castellanos fue el primer español en traer un balón y botas a la Península ibérica, pero es muy probable que esta afirmación sea falsa.

## Carrera futbolística

### Fundación del Bilbao Football Club
En 1896, un grupo de amigos encabezados por Castellanos, de 15 años, que veraneaban en las habitaciones del Hotel Antolín junto al Abra de Bilbao en la localidad guechotarra de Las Arenas, entablaron amistad con un grupo de británicos que pasaban sus ratos de ocio en el hotel, y de su amistad surgió la idea de jugar juntos al fútbol de vez en cuando en los arenales donde hoy se alza el Paseo de Zugazarte. Durante sus idas y venidas al Reino Unido, tuvo la oportunidad de conocer de primera mano el exitoso crecimiento del fútbol profesional, y así, a través de la correspondencia que mantuvo con su hermano Manuel, le recomendó la conveniencia de constituirse en un club. Al parecer, este grupo de pioneros del fútbol liderado por Castellanos se constituyó como Bilbao Football Club, siguiendo así la misma estructura de nombres de clubes ingleses, donde el nombre de la localidad a la que pertenece, «Bilbao», precede al objeto de la asociación, «Football Club», al contrario de las asociaciones formadas por catalanes y españoles. Se convirtieron así en la primera entidad que jugaba al fútbol en Bilbao tras la desaparición del Club Atleta.
Castellanos tomó el mando del nuevo polideportivo, que funcionó con total regularidad, y a través de sus socios, alquiló algunos de los campos cercanos de Lamiaco para jugar sin problemas cuando la ocasión lo requería. Entre 1896 y 1900, sus únicos rivales en la ciudad fueron las tripulaciones de la naviera MacAndrews, ciudadanos británicos residentes en la zona por motivos laborales, y más tarde el Athletic Club, formado extraoficialmente por Juan Astorquia en 1898. El Bilbao FC, como club más antiguo y con mejor organización, fue el primero en regularizar su situación al aprobarse su reglamento en fecha indeterminada durante el verano, y así, el 30 de noviembre de 1900, quedó oficialmente constituido el Bilbao Football Club en una reunión informal celebrada en casa del industrial José Luis de Villabaso, quien conocía a su padre Manuel Castellanos al menos desde 1891 cuando eran miembros de la primera junta directiva del Banco del Comercio. Posteriormente se eligió la junta directiva de la entidad, siendo ratificado Castellanos como presidente.

### Rivalidad con el Athletic Club
A finales de 1901, los dos clubes más importantes de la ciudad eran el Bilbao FC y el Athletic Club, desarrollándose así una rivalidad entre ellos, ya que disputaron varios amistosos en el Hipódromo de Lamiaco, que ambos equipos compartían al no existir apenas campos en Bilbao por aquel entonces, y Castellanos jugó como centrocampista el primer partido entre ambos conjuntos que tuvo lugar el 10 de noviembre de 1901, finalizando con empate sin goles. Castellanos fue una de las figuras más importantes de lo que hoy se considera una de las primeras rivalidades futbolísticas de España, una que ayudó a convertir el fútbol en un fenómeno de masas en Bilbao ya que sus duelos despertaban una gran expectación.
Su siguiente y última aparición como futbolista fue el 9 de marzo de 1902, que terminó con una derrota por 0-1 ante el Athletic.

### Club Bizcaya
Bajo la presidencia de Castellanos, los dos rivales acordaron unir a los mejores jugadores de cada club para disputar dos partidos contra el Burdigala, equipo de Burdeos. Esta fusión temporal pasó a denominarse Club Bizcaya, y este equipo disputó el primer torneo nacional disputado en España, la Copa de la Coronación de 1902, que el Bizcaya ganó tras vencer por 2-1 al FC Barcelona de Joan Gamper.

### Decadencia y muerte
A finales de 1902, el Bilbao FC comenzó a dar síntomas de agotamiento financiero debido al impago de las cuotas correspondientes por parte de algunos de sus socios que comprometían así el futuro de la entidad. Este momento de crisis provocó que Castellanos fuera sustituido al frente del club por Luis Arana, pero una pérdida tanto de interés como de socios a principios de 1903 empeoró la situación, por lo que Juan Astorquia, entonces presidente y capitán del Athletic, se dirigió a Arana para convencerlo de lo necesario que era fusionar los dos clubes. Una vez iniciadas las negociaciones, la repentina muerte de Castellanos en 1903, con tan solo 22 años, precipitó el desenlace en pocos días, cerrándose el acuerdo definitivo el 24 de marzo cuando ambos presidentes firmaron la fusión por la que se disolvió el Bilbao FC y todos sus restantes socios y asociados fueron absorbidos oficialmente por el Athletic. Curiosamente, su homólogo futbolístico, Juan Astorquia, también murió en su juventud, a los 29 años, apenas dos años después, en 1905.